# Literatura llombarda
La literatura llombarda inclou les obres escrites en llombard.

## Literatura medieval
La literatura llombarda s'inicia a l'època medieval, quan es desenvolupen les llengües romàniques. Els primers textos inclouen una barreja de llatí amb dialectalismes i no és fins al Sermon Divin (1264) de Ferdinando Fontana que es pot parlar de literatura llombarda pròpiament dita. Bonvesin de la Riva és l'autor més important del període, amb la seva obra Liber di Tre Scrittur que descriu l'infern, el purgatori i el paradís cristià amb tres estils diferents que anomena "escriptura negra, "escriptura roja" i "escriptura àuria", en referència a les connotacions que implica estar més o menys a prop de la salvació de l'ànima. Aquesta obra està escrita en versos amb rima única, a diferència dels seus poemes lírics, basats en l'antítesi i el paral·lelisme. Aquest autor va escriure també obres en llatí, especialment debats filosòfics.
Destaquen també dins l'edat mitjana però ja amb trets renaixentistes els noms de Lancino Curti, Andrea Marone, Pietro da Pescapè i Giacomino da Verona.

## Edat moderna
Amb l'avenç en la codificació del llombard (amb la publicació de glossaris i estudis de variabilitat lingüística) apareixen noves obres, com els versos satírics de Fabi Vares, gentilhome acusat de treballar d'espia.
Una de les figures claus del segle XVII és la de Carlo Maria Maggi, qui va començar a escriure en italià però va passar-se'n posteriorment al llombard. En aquest idioma va escriure poemes breus costumistes sobre la burgesia i comèdies teatrals, entre les quals destaca Il Barone di Birbanza. Un segon autor destacable és Domenico Balestrieri.
L'escriptor de més renom de la literatura llombarda és el romàntic Carlo Porta, amb la seva obra cimera Desgrazzi de Giovannin Bongee. Als seus escrits alterna el costumisme i la defensa de la llengua amb la crítica tant a les institucions eclesiàstiques com polítiques, ja que era un ferm defensor de la independència llombarda. Utilitza diversos metres, des del sonet fins a les anomenades bosinade, composicions paròdiques populars en apariats de rima canviant i mètrica irregular que es van posar de moda a finals de segle xviii. De fet ell mateix es definia com a "bossit" (autor de bosinade) per a definir la seva producció.

## Segle XIX
Alessandro Manzoni va alternar l'ús del toscà que reivindicava com a estàndard italià (necessari segons ell per a la unió nacional) i el llombard, reservat per a les composicions líriques. Coetanis seus van ser Tommaso Grossi, autor de La Prineide, i Carlo Bertolazzi, dramaturg centrat en la representació de les classes baixes. Al segle xix van sorgir igualment diversos diaris en llombard.

## Segle XX
Delio Tessa va ser un poeta que als seus versos tractava els temes de la mort i les diferències socials a la llum de la seva experiència amb la primera guerra mundial i la lluita contra el feixisme. El seu estil es troba influït pels moviments experimentals i per l'oralitat de la parla popular, que el porten a buscar la sonoritat poètica i a trencar sovint les regles sintàctiques, imitant la parla fragmentada.
Altres noms destacats del segle XX són els de Giovanni Barrella, Luigi Medici, Franco Loi i Zelmo Abardo. L'augment d'obres de referència i traduccions d'autors estrangers van suposar un increment de la literatura llombarda a finals de segle. Cal fer esment també de l'aparició de literatura infantil en llengua llombarda.